# Percy Peter
Edward Percival Peter, detto Percy (Kensington, 28 marzo 1902 – Bournemouth, 23 settembre 1986), è stato un nuotatore e pallanuotista britannico.
Ha partecipato come nuotatore ai Giochi di Anversa 1920 e di Parigi 1924.
Come pallanuotista ha disputato i Giochi di Amsterdam 1928.

## Palmarès
- Giochi olimpici

Anversa 1920: bronzo nella staffetta 4x200 metri stile libero.